# Gun (gruppo musicale)
Gun, si sono formati in Scozia dal chitarrista Giuliano Gizzi. Conosciuti per la loro coinvolgente miscela di rock e una serie di successi che hanno scalato le classifiche in tutta Europa, i GUN sono stati una forza costante nell'industria musicale. Durante la loro carriera, i GUN hanno ottenuto 4 album nella top 20 del Regno Unito e 8 singoli nella top 40 del Regno Unito, incluso una cover del brano Cameo's Word Up che ha raggiunto la top 10 nel Regno Unito, e ha scalato le classifiche in tutta Europa. I GUN hanno girato in lungo e in largo nel corso degli anni, in particolare con i The Rolling Stones nei loro Steel Wheels & Urban Jungle tours.
L'ultimo album della band, 'Hombres,' ha raggiunto la top 10 nel Regno Unito e il numero 1 nella loro terra natale, la Scozia. Ha anche avuto un ruolo di rilievo nel film di Samuel L. Jackson 'Damaged'. Registrato e prodotto con Simon Bloor (Trevor Horn) e mixato da Daryl Thorpe (Foo Fighters), l'album mostra l'evoluzione continua dei GUN e la loro ineguagliabile maestria rock. Il primo singolo dell'album, 'All Fired Up,' dà il tono a un album che Metal Talk definisce "una vera celebrazione e un serio contendente per l'Album dell'Anno," ricevendo una recensione perfetta a 5 stelle.
La formazione attuale, composta dai membri originali Dante Gizzi (Voce) e Giuliano Gizzi (Chitarra), insieme a Paul McManus (Batteria), Andy Carr (Basso) e Ruaraidh MacFarlane (Chitarra).
La band continuerà a fare tour fino al 2024 con i loro tour europei e del Regno Unito, promettendo un'esperienza live indimenticabile che fonde tracce iconiche con nuovi successi da 'Hombres.'

## Storia di GUN

### Formazione e primi anni
GUN è stata formata nel 1987 a Glasgow, Scozia, inizialmente chiamata Blind Allez e brevemente conosciuta come Phobia. I membri fondatori erano Giuliano Gizzi (chitarra), Cami Morlotti (basso), Mark Rankin (voce), Alan Thornton (batteria) e David Aitken (chitarra). Nel 1988, la band ha firmato con A&M Records. La formazione è cambiata poco dopo con la partenza di Thornton, Morlotti e Aitken, e l'aggiunta di Dante Gizzi (basso), Scott Shields (batteria) e Baby Stafford (chitarra). Jim McDermott ha contribuito alla batteria per i loro primi album.

### Album di debutto e ascesa alla fama
GUN ha pubblicato il loro album di debutto, Taking On the World, nel luglio 1989. L'album è stato prodotto da Kenny MacDonald, noto per il suo lavoro con Texas, Del Amitri, Love and Money, Bourgie Bourgie, Wet Wet Wet e Slide. Presentava una miscela di hard rock e elementi melodici, che lo distingueva da altri album rock di quell'epoca.
Il singolo principale, "Better Days", è entrato nella Top 40 della UK Singles Chart e ha portato alla prima apparizione della band su "Top Of The Pops". Altri brani notevoli dell'album includono "Shame on You" e "Money (Everybody Loves Her)," noti per i loro ritornelli orecchiabili e i robusti riff di chitarra.
Taking On the World ha ricevuto il plauso della critica per la sua energica esecuzione e la solida scrittura delle canzoni, con successo internazionale sia nelle classifiche dei singoli che degli album. Il successo dell'album ha aiutato i GUN a ottenere slot di supporto con grandi artisti come The Rolling Stones, ampliando la loro base di fan e ottenendo preziosa esposizione all'inizio della loro carriera.

### Tour principali e secondo album
Alla fine del 1989, i GUN hanno supportato i The Rolling Stones nel loro Steel Wheels/Urban Jungle Tour in Europa. Questo tour è stato una pietra miliare significativa, permettendo ai GUN di esibirsi in stadi e arene enormi, inclusi luoghi come il Wembley Stadium a Londra, l'Olympic Stadium a Berlino e lo Estadio Vicente Calderón a Madrid. Il tour ha contribuito ad aumentare la loro visibilità e ha guadagnato loro recensioni positive e nuovi fan.
Dopo il loro ampio programma di tour, i GUN hanno registrato il loro secondo album, Gallus, con il produttore Kenny MacDonald. Pubblicato nel 1992, l'album includeva il singolo "Steal Your Fire," che ha ottenuto successo nelle classifiche. Sharleen Spiteri e Alan Thornton hanno contribuito ai cori. Gallus ha mostrato la crescita della band come musicisti e cantautori, cementando ulteriormente il loro posto nel panorama musicale rock.
```
Nel 1992, i GUN hanno supportato i 
Def Leppard
 nelle date del Regno Unito del loro Adrenalize World Tour. Esibendosi davanti a folle piene in grandi luoghi, le performance ad alta energia dei GUN e la loro presenza scenica coinvolgente hanno aiutato a stabilire la loro reputazione come una formidabile band dal vivo.
[
16
]
```

### Multi-platino con Swagger
Prima dell'uscita del loro terzo album, Swagger, sia Dickson che Shields hanno lasciato la band. Dickson ha fatto apparizioni non accreditate sull'album prima di unirsi alla band solista di Bruce Dickinson nel 1994 e fare tour con Robbie Williams estensivamente, lasciando Giuliano Gizzi a gestire tutte le parti di chitarra. Mark Kerr, fratello del cantante dei Simple Minds Jim Kerr, ha sostituito Shields alla batteria.
Swagger è diventato l'album di maggior successo dei GUN, trainato dalla loro cover di "Word Up!" che è diventato un successo nella Top 10 della UK Singles Chart, ha scalato le classifiche internazionali, è stato incluso nel film 'Barb Wire' e ha vinto un MTV EMA award per la migliore cover. Anche il singolo "Don't Say It's Over" ha ottenuto notevole successo. I GUN sono anche apparsi al primo festival T in the Park, presentando il loro nuovo album.
Nel 1996, i GUN hanno supportato Bon Jovi nel loro These Days Tour, consolidando ulteriormente la loro reputazione come potente band dal vivo. Esibirsi insieme a Bon Jovi ha permesso ai GUN di raggiungere più fan del rock e ampliare il loro pubblico, con date del tour in tutto il Regno Unito che hanno fornito loro l'opportunità di mostrare la loro musica a folle entusiaste.

### 0141 632 6326 e la partenza di Mark Rankin
Dopo una pausa di tre anni, i GUN sono tornati con il nuovo batterista Stuart Kerr (precedentemente dei Texas) e il tastierista Irvin Duguid. Si sono ribattezzati G.U.N. per prendere le distanze dall'incidente di Dunblane. Il loro nuovo album, 0141 632 6326, prodotto dal tastierista degli INXS Andrew Farriss, è stato pubblicato ma non ha raggiunto il successo di Swagger, arrivando al numero 32 nella UK Albums Chart. La band si è sciolta nel 1997, riunendosi brevemente per concerti nel 1998 e 1999.

### Dante Gizzi e Break the Silence
Dopo una riunione al T in the Park 2008 e un ulteriore tour con Rock Radio con gli ex membri Al Thornton, Gordon McNeil, Scott Shields e il cantante ospite Toby Jepson, nel luglio 2010, i GUN hanno annunciato che Dante Gizzi sarebbe passato dal basso alla voce principale. Derek Brown è stato confermato come nuovo bassista e Paul McManus si è unito come nuovo batterista. I primi concerti dei GUN con la nuova formazione si sono svolti all'inizio del 2011 all'ABC2 di Glasgow. Nel dicembre 2011, la band ha introdotto il nuovo chitarrista Johnny McGlynn e ha presentato in anteprima le tracce del loro prossimo album.
I GUN hanno pubblicato il loro quinto album, Break the Silence, il 9 luglio 2012. L'album ha segnato una nuova era per la band, con una nuova formazione e un suono ringiovanito. Hanno suonato al Download Festival lo stesso anno, presentando il loro nuovo materiale a un pubblico più ampio. Break the Silence ha ricevuto recensioni positive e ha aiutato a ristabilire i GUN nella scena musicale rock.

### Successo continuato, Frantic e Favourite Pleasures
Nell'ottobre 2014, è stata pubblicata un'edizione del 25º anniversario di Taking on the World, con b-side, tracce live e altre canzoni. Per celebrare, la band ha suonato tre serate sold-out al King Tut's Wah Wah Hut di Glasgow, eseguendo per intero i loro album Taking on the World, Gallus e Swagger.
Il 23 marzo 2015, i GUN hanno pubblicato Frantic e hanno fatto un tour nel Regno Unito, Irlanda ed Europa. Hanno pubblicato una cover di beneficenza di Hot Chocolate's "Every 1's a Winner" con i proventi destinati agli infermieri del Macmillan Cancer, ed è stata inclusa nella colonna sonora e nel trailer di ‘I Tonya’. Il tour Frantic si è concluso con uno spettacolo sold-out al Barrowlands di Glasgow.
Il settimo album in studio dei GUN, Favourite Pleasures, è stato pubblicato il 15 settembre 2017, ed è diventato il loro primo album nella top 20 dal 1994, raggiungendo il numero 16 nelle classifiche degli album del Regno Unito.
Nel novembre 2019, per celebrare il loro 30º anniversario, i GUN hanno pubblicato un album best-of, R3L0ADED, e hanno intrapreso "The Big 3-0 Tour" con FM e The Dan Reed Network, suonando Taking on the World per intero.

### The Calton Songs e nuove direzioni
Il 18 maggio 2022, i GUN hanno annunciato un nuovo album, The Calton Songs, con versioni acustiche delle loro canzoni che abbracciano la loro carriera. L'album mirava a offrire una nuova prospettiva sui loro brani classici, portando un suono più intimo e spogliato. Insieme all'annuncio, hanno pubblicato il singolo "Backstreet Brothers," che ha evidenziato l'evoluzione continua della band e la loro adattabilità.
L'uscita di The Calton Songs è stata accompagnata da una serie di concerti intimi e sessioni acustiche, mostrando ulteriormente la versatilità della band e il loro legame con il pubblico. L'album è stato ben accolto dai fan e dai critici, apprezzando le nuove interpretazioni delle canzoni amate e la capacità della band di reinterpretare il proprio lavoro.

### Hombres e rinnovato successo nelle classifiche
Il nono album in studio dei GUN, Hombres, è stato pubblicato il 12 aprile 2024. L'album ha rapidamente raggiunto il numero 10 nelle classifiche del Regno Unito e ha ottenuto il primo posto in Scozia. Hombres ha anche ottenuto un notevole successo nelle classifiche di iTunes del Regno Unito, con tre diverse versioni dell'album che sono entrate nella top 10, inclusa una che ha raggiunto il primo posto.
Il successo dell'album è stato rafforzato dall'inclusione dei brani "Pride" e "Lucky Guy" nel film di Samuel L. Jackson 'Damaged', portando a una versione speciale di Hombres. Questo periodo ha segnato una significativa ripresa per i GUN, continuando a guadagnare slancio e riconoscimento nell'industria musicale.

## Progetti esterni e collaborazioni

### Jools Gizzi
Jools Gizzi è stato coinvolto in vari progetti musicali al di fuori dei GUN. Ha collaborato con band come Deacon Blue e Texas, e ha contribuito al lavoro in studio di El Presidente. Nel 2006, Gizzi ha riformato sotto il nome di 'Blind Allez' con Alan Thornton e Cami Morlotti, uniti dal cantante Peter Scallan e dal chitarrista Ian Murray.

### Dante Gizzi
Nel 2005, Dante Gizzi è riemerso nella band glam rock El Presidente. Ha anche co-scritto due canzoni per l'album omonimo di debutto dei Rosie and the Goldbug del 2008 insieme al fratello, Giuliano Gizzi.

### Paul McManus
Paul McManus, che si è unito ai GUN come batterista nel 2010, è stato coinvolto con diverse altre band, tra cui La Paz con Dougie White.

### Andy Carr
Andy Carr, il bassista dei GUN, suona anche per la band di Glasgow The Toi.

### Ruaraidh Macfarlane
Ruaraidh Macfarlane ha partecipato a vari progetti musicali, inclusi i gruppi Moy e White.

### Alan Thornton
Alan Thornton ha contribuito all'album di debutto degli El Presidente, suonando la batteria in nove tracce. Si è anche riunito con Jools Gizzi e Cami Morlotti nel 2006 per riformare sotto il nome di 'Blind Allez', uniti dal cantante Peter Scallan e dal chitarrista Ian Murray.

### Scott Shields
Scott Shields ha contribuito alle colonne sonore dei film Black Hawk Down e Bend It Like Beckham. Ha suonato e fatto tour con Joe Strummer and the Mescaleros fino alla morte di Strummer, dopo di che ha aiutato a completare l'ultimo album di Strummer.

### Baby Stafford
Nel 1994, Baby Stafford ha pubblicato un EP intitolato Paper Love Maker, con Scott Shields alla batteria. Successivamente si è unito alla band Breaker.

### Alex Dickson
Da quando ha lasciato i GUN, Alex Dickson ha suonato con artisti come Bruce Dickinson, Emma Bunton, Robbie Williams e Calvin Harris. È anche membro del supergruppo rock Sack Trick.

### Mark Rankin
Mark Rankin attualmente lavora per Virgin EMI Records a Londra, concentrandosi sulla promozione radiofonica per i loro artisti.

### Mark Kerr
Mark Kerr vive e lavora a Parigi, collaborando con vari atti tra cui Sly Silver Sly, Regency Buck, Scanners, Jackos One, Mellow, Bob's Symphonic Orchestra, Cathy Burton e DJ Daniele Tignino. Ha occasionalmente suonato la batteria per i Simple Minds e Les Rita Mitsouko.

### Gordon McNeil
Gordon McNeil scrive, produce e suona la batteria per il gruppo pop di Glasgow GoGoBot, un progetto che ha iniziato nel 2008.

## Discografia

### Album in studio
| Anno | Dettagli album                                                                                      | Posizioni in classifica | Posizioni in classifica | Posizioni in classifica | Posizioni in classifica | Posizioni in classifica | Posizioni in classifica | Posizioni in classifica | Certificazioni |
| Anno | Dettagli album                                                                                      | UK                      | GER                     | NLD                     | NLD                     | NZ                      | SWE                     | ES                      | Certificazioni |
| --- | --------------------------------------------------------------------------------------------------- | ----------------------- | ----------------------- | ----------------------- | ----------------------- | ----------------------- | ----------------------- | ----------------------- | -------------- |
| 1989 | Taking on the World - Data di uscita: 5 luglio 1989 - Etichetta: A&M, Caroline (solo ristampa 2014) | 44                      | —                       | —                       | 26                      | —                       | —                       | —                       | - BPI: Argento |
| 1992 | Gallus - Data di uscita: 31 marzo 1992 - Etichetta: A&M                                             | 14                      | —                       | —                       | —                       | 41                      | —                       | —                       |                |
| 1994 | Swagger - Data di uscita: 1 luglio 1994 - Etichetta: A&M                                            | 5                       | 37                      | 14                      | —                       | 17                      | 32                      | —                       | - BPI: Argento |
| 1997 | 0141 632 6326 - Data di uscita: 5 maggio 1997 - Etichetta: A&M, Polydor                             | 32                      | —                       | —                       | —                       | —                       | —                       | —                       |                |
| 2012 | Break the Silence - Data di uscita: 15 giugno 2012 - Etichetta: Ear Music                           | —                       | —                       | —                       | —                       | —                       | —                       | —                       |                |
| 2015 | Frantic - Data di uscita: 8 marzo 2015 - Etichetta: Caroline                                        | 50                      | —                       | —                       | —                       | —                       | —                       | —                       |                |
| 2017 | Favourite Pleasures - Data di uscita: 15 settembre 2017 - Etichetta: Caroline, Cloburn              | 16                      | —                       | —                       | —                       | —                       | —                       | —                       |                |
| 2022 | The Calton Songs - Data di uscita: 14 ottobre 2022 - Etichetta: Cherry Red Records                  | 52                      | —                       | —                       | —                       | —                       | —                       | —                       |                |
| 2024 | Hombres - Data di uscita: 12 aprile 2024 - Etichetta: Cooking Vinyl                                 | 10                      | —                       | —                       | —                       | —                       | —                       | 54                      |                |
| "—" denota le pubblicazioni che non sono entrate in classifica o non sono state pubblicate in quel territorio. | |                         |                         |                         |                         |                         |                         |                         |                |

### EP
| Anno | Album                                                             |
| ---- | ----------------------------------------------------------------- |
| 2009 | Popkiller - Data di uscita: 6 dicembre 2009 - Etichetta: Townsend |
| 2015 | East End EP - Data di uscita: 1 luglio 2015 - Etichetta: Caroline |

### Album di raccolta
| Anno | Album                                                                                   |
| ---- | --------------------------------------------------------------------------------------- |
| 2003 | The Collection - Data di uscita: 3 marzo 2003 - Etichetta: Spectrum                     |
| 2006 | The River Sessions - Data di uscita: 4 aprile 2006 - Etichetta: River                   |
| 2019 | R3L0ADED: The Best of Gun - Data di uscita: 29 novembre 2019 - Etichetta: Silver Lining |

### Singoli
| Anno                                                                                        | Singolo                        | Posizioni in classifica | Posizioni in classifica | Posizioni in classifica | Posizioni in classifica | Posizioni in classifica | Posizioni in classifica | Posizioni in classifica | Posizioni in classifica | Album                   |
| Anno                                                                                        | Singolo                        | UK                      | IRE                     | FRA                     | NLD                     | BEL (FL)                | GER                     | NZ                      | US Rock                 | Album                   |
| ------------------------------------------------------------------------------------------- | ------------------------------ | ----------------------- | ----------------------- | ----------------------- | ----------------------- | ----------------------- | ----------------------- | ----------------------- | ----------------------- | ----------------------- |
| 1989                                                                                        | "Better Days"                  | 33                      | —                       | —                       | —                       | —                       | —                       | 7                       | 19                      | Taking on the World     |
| 1989                                                                                        | "Money (Everybody Loves Her)"  | 73                      | —                       | —                       | —                       | —                       | —                       | —                       | —                       | Taking on the World     |
| 1989                                                                                        | "Inside Out"                   | 57                      | —                       | —                       | —                       | —                       | —                       | —                       | —                       | Taking on the World     |
| 1990                                                                                        | "Taking on the World"          | 50                      | —                       | —                       | —                       | —                       | —                       | —                       | —                       | Taking on the World     |
| 1990                                                                                        | "Shame On You"                 | 33                      | —                       | —                       | —                       | —                       | —                       | —                       | —                       | Taking on the World     |
| 1992                                                                                        | "Steal Your Fire"              | 24                      | —                       | —                       | —                       | —                       | —                       | —                       | —                       | Gallus                  |
| 1992                                                                                        | "Higher Ground"                | 48                      | —                       | —                       | —                       | —                       | —                       | —                       | —                       | Gallus                  |
| 1992                                                                                        | "Welcome To The Real World"    | 43                      | —                       | —                       | —                       | —                       | —                       | —                       | —                       | Gallus                  |
| 1994                                                                                        | "Word Up!"                     | 8                       | 17                      | 46                      | 14                      | 41                      | 32                      | 39                      | —                       | Swagger                 |
| 1994                                                                                        | "Don't Say It's Over"          | 19                      | —                       | —                       | —                       | —                       | —                       | —                       | —                       | Swagger                 |
| 1995                                                                                        | "The Only One"                 | 29                      | —                       | —                       | —                       | —                       | —                       | —                       | —                       | Swagger                 |
| 1995                                                                                        | "Something Worthwhile"         | 39                      | —                       | —                       | —                       | —                       | —                       | —                       | —                       | Swagger                 |
| 1995                                                                                        | "Seems Like I'm Losing You"    | —                       | —                       | —                       | —                       | —                       | —                       | —                       | —                       | Swagger                 |
| 1997                                                                                        | "Crazy You"                    | 21                      | —                       | —                       | —                       | —                       | —                       | —                       | —                       | 0141 632 6326           |
| 1997                                                                                        | "My Sweet Jane"                | 51                      | —                       | —                       | —                       | —                       | —                       | —                       | —                       | 0141 632 6326           |
| 2012                                                                                        | "Break the Silence"            | —                       | —                       | —                       | —                       | —                       | —                       | —                       | —                       | Break the Silence       |
| 2015                                                                                        | "Take Me to Church"            | —                       | —                       | —                       | —                       | —                       | —                       | —                       | —                       | Non-album single        |
| 2015                                                                                        | "Frantic"                      | —                       | —                       | —                       | —                       | —                       | —                       | —                       | —                       | Frantic                 |
| 2015                                                                                        | "Labour of Life"               | —                       | —                       | —                       | —                       | —                       | —                       | —                       | —                       | Frantic                 |
| 2015                                                                                        | "Every 1's a Winner"           | —                       | —                       | —                       | —                       | —                       | —                       | —                       | —                       | Frantic                 |
| 2015                                                                                        | "Hold Your Head Up"            | —                       | —                       | —                       | —                       | —                       | —                       | —                       | —                       | Frantic                 |
| 2016                                                                                        | "Everybody Knows"              | —                       | —                       | —                       | —                       | —                       | —                       | —                       | —                       | East End EP             |
| 2017                                                                                        | "Favourite Pleasures"          | —                       | —                       | —                       | —                       | —                       | —                       | —                       | —                       | Favourite Pleasures     |
| 2017                                                                                        | "Silent Lovers"                | —                       | —                       | —                       | —                       | —                       | —                       | —                       | —                       | Favourite Pleasures     |
| 2017                                                                                        | "The Boy Who Fooled the World" | —                       | —                       | —                       | —                       | —                       | —                       | —                       | —                       | Favourite Pleasures     |
| 2018                                                                                        | "Take Me Down"                 | —                       | —                       | —                       | —                       | —                       | —                       | —                       | —                       | Favourite Pleasures     |
| 2019                                                                                        | "Superstition"                 | —                       | —                       | —                       | —                       | —                       | —                       | —                       | —                       | R3l0aded                |
| 2021                                                                                        | "Whiskey And A Prayer"         | —                       | —                       | —                       | —                       | —                       | —                       | —                       | —                       | Non-album single        |
| 2021                                                                                        | "Better Days 2021"             | —                       | —                       | —                       | —                       | —                       | —                       | —                       | —                       | The Calton Songs        |
| 2022                                                                                        | "Steal Your Fire 2022"         | —                       | —                       | —                       | —                       | —                       | —                       | —                       | —                       | The Calton Songs        |
| 2022                                                                                        | "Backstreet Brothers"          | —                       | —                       | —                       | —                       | —                       | —                       | —                       | —                       | The Calton Songs        |
| 2022                                                                                        | "Word Up 2022"                 | —                       | —                       | —                       | —                       | —                       | —                       | —                       | —                       | The Calton Songs        |
| 2022                                                                                        | "Higher Ground 2022"           | —                       | —                       | —                       | —                       | —                       | —                       | —                       | —                       | The Calton Songs        |
| 2022                                                                                        | "Inside Out 2022"              | —                       | —                       | —                       | —                       | —                       | —                       | —                       | —                       | The Calton Songs        |
| 2022                                                                                        | "Coming Home 2022"             | —                       | —                       | —                       | —                       | —                       | —                       | —                       | —                       | The Calton Songs        |
| 2023                                                                                        | "All Fired Up"                 | —                       | —                       | —                       | —                       | —                       | —                       | —                       | —                       | Hombres                 |
| 2024                                                                                        | "Take Me Back Home"            | —                       | —                       | —                       | —                       | —                       | —                       | —                       | —                       | Hombres                 |
| 2024                                                                                        | "Boys Don't Cry"               | —                       | —                       | —                       | —                       | —                       | —                       | —                       | —                       | Hombres                 |
| 2024                                                                                        | "Lucky Guy"                    | —                       | —                       | —                       | —                       | —                       | —                       | —                       | —                       | Hombres                 |
| 2024                                                                                        | "Falling"                      | —                       | —                       | —                       | —                       | —                       | —                       | —                       | —                       | Hombres                 |
| 2024                                                                                        | "You Are What I Need"          | —                       | —                       | —                       | —                       | —                       | —                       | —                       | —                       | Hombres                 |
| 2024                                                                                        | "Pride"                        | —                       | —                       | —                       | —                       | —                       | —                       | —                       | —                       | Hombres Damaged Edition |
| "—" denota le pubblicazioni che non sono entrate in classifica o non sono state pubblicate. |                                |                         |                         |                         |                         |                         |                         |                         |                         |                         |